# CXCR4
CXCR4 (англ. C-X-C chemokine receptor type 4; CD184) — рецептор хемокинов, продукт гена CXCR4. Опосредует хемотаксис клеток в ответ на связывание хемокина CXCL12. Корецептор для ВИЧ. Экспрессирован на всех зрелых клетках крови, эндотелиальных и эпителиальных клетках, на астроцитах и нейронах.

## Функции
CXCR4 является рецептором хемокинов, специфичным для фактора SDF-1 (CXCL12), который обладает мощной хемотаксической активностью для лимфоцитов. Один из рецепторов хемокинов, которые вирус иммунодефицита человека использует для заражения CD4+ T-лимфоцитов. ВИЧ, использующие CXCR4 для заражения клеток, называются X4-тропные и встречаются, как правило, на поздних стадиях заболевания. Неизвестно, является ли появление X4-тропных вариантов вируса следствием иммунодефицита или причиной последнего.
Экспрессия белка CXCR4 повышается в эндометрии во время имплантации. В присутствии бластоцисты в эндометрии наблюдается поляризация CXCR4, что предполагает участие рецептора в прикреплении зародыша к стенке матки.
Рецептор CXCR4 играет роль в миграции гемоцитобластов в костный мозг и их закреплении. Рецептор регулирует экспрессию CD20 на B-клетках. 
Кроме SDF-1, рецептор CXCR4 также связывается с убиквитином и фактором MIF.
CXCR4 представлен на вновь образующихся нейронах в процессе эмбиогенеза и во взрослом организме, где рецептор участвует в аксональном наведении. Мутации CXCR4 у мышей приводят к нарушению нейронального распределения, которое характерно для эпилепсии.

## Взаимодействия
CXCR4 взаимодействует с убиквитин-специфичной протеазой USP14.